# Matulji
Matulji est un village et une municipalité située dans le comitat de Primorje-Gorski Kotar, en Croatie. Au recensement de 2001, la municipalité comptait 10 544 habitants, dont 89,57 % de Croates et le village seul comptait 3 570 habitants.

## Localités
La municipalité de Matulji compte 23 localités :
| - Brdce - Bregi - Brešca - Jurdani - Jušići - Kućeli - Lipa - Male Mune | - Mali Brgud - Matulji - Mihotići - Mučići - Pasjak - Permani - Rukavaculji - Rupa | - Ružići - Šapjane - Vele Mune - Veli Brgud - Zaluki - Zvoneće - Žejane |